# Heerlijkheid Bocholt
De heerlijkheid Bocholt was een heerlijkheid in het Loonse gedeelte van het prinsbisdom Luik. Het grondgebied kwam overeen met de gemeente Bocholt in de 19e eeuw en 20e eeuw. Er waren vijf bestuurlijke kwartieren: Bocholt met Lechten; Veldhoven; Kreyel–Bovenkreyel–Neerkreyel; Lozen; op Goolder met de Hees.

## Voorgeschiedenis
De gehuchten van Bocholt ontstonden in het domein Britte (zie Bree), een kerkelijke enclave onder Loonse voogdij. In de loop van de 12e eeuw richtte de graaf van Loon twee schepenbanken op: te Gerdingen, voor de Vier Crispelen ten zuiden van de Abeek, en te Bocholt, voor de gehuchten ten noorden ervan. Beide schepenbanken waren ondergeschikt aan het Loonse beroepshof in Vliermaal.
Omstreeks 1200 gaf de graaf zijn schepenbanken Gerdingen en Bocholt in leen aan het adellijke geslacht Elsloo–Born. Het leenhof van Bocholt was hoeve de Damburg. Er was nooit een permanente adellijke residentie in Bocholt. De landsheren van Bocholt waren immers tevens heer van andere heerlijkheden en verbleven weinig in Bocholt.

## 1200–1400
- 1218: Herman van Elsloo en Otto van Born verkopen de tiende van Gerdingen aan de abdij van Herkenrode.
- 1231: Gozewijn, de zoon van Otto, verkoopt aan deze abdij ook de tiende van Bocholt.
- 1287: Rechtszaak tussen Otto II van Born en de abdij van Herkenrode.
- 1296: Gozewijn II van Born geeft aan synen neve Willem II van Horne toelating om de Weerterbeek te graven.
- 1335: Otto II van Born is heer van Bocholt. Namens de hertog van Gulik leent hij tegelijkertijd Elsloo, Kessenich en Grote-Brogel (met Erpekom).
- Bij het overlijden van Otto II gaan Kessenich en Grote-Brogel naar zijn zoon Otto III, en diens echtgenote Johanna van Breydenbempt. Bocholt blijft aan de douairière, Katharina van Wildenburg, en haar tweede echtgenoot, Reinhard van Schoonvorst.
- ± 1371: In de nasleep van de Brabantse nederlaag bij Baesweiler trekt Reinhard naar Rhodos. Bocholt wordt herenigd met Kessenich en Grote-Brogel. Otto III sterft maar Johanna hertrouwt met Lodewijk van Reifferscheid (1374).
- ± 1380: Prins-bisschop Horne laat Lodewijks bezittingen gewapenderhand innemen. Hij schenkt ze aan Jan van Horne bijgenaamd "de Wilde".

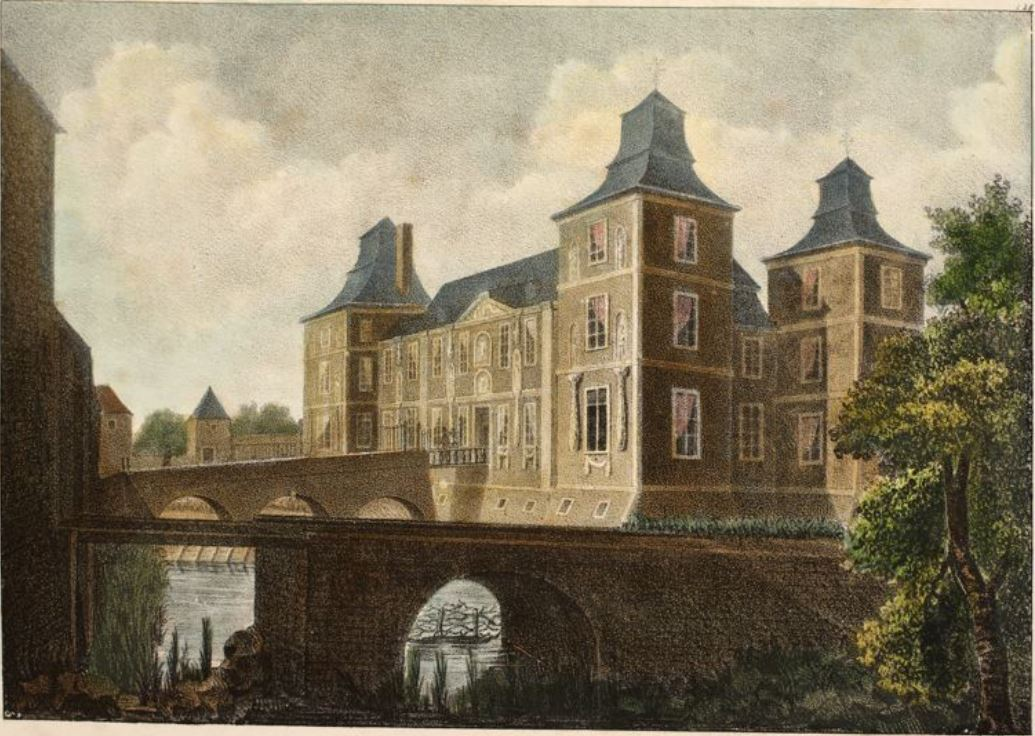
In de 13e en 14e eeuw werd Bocholt bestuurd vanuit het kasteel Born
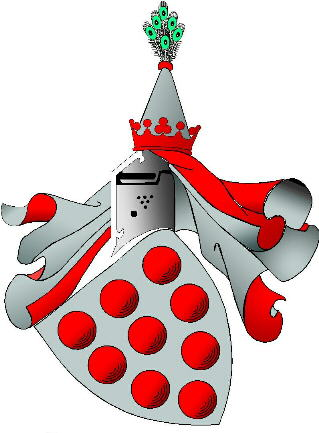
Wapenschild van het geslacht van Schoonvorst

## 1400–1580
- 1402: Het leenhof in Kuringen wijst Bocholt toe aan een verre verwant van Otto III: Hubert van Bunde.
- 1420: Johan van Bunde volgt zijn vader op. Hij is getrouwd met Philippine, een zus van prins-bisschop Heinsberg.
- 1456–1458: Twee familieleden eisen Bocholt op: Otto van Bunde, de broer van Johan, en Jan de Wilde, een oomzegger. Deze laatste neemt bezit van de heerlijkheid. Otto besluit zijn erfrecht te verkopen aan Jacob II van Horne.
- 1464: Jan de Wilde doet afstand van Bocholt en Grote-Brogel, ten gunste van Jacob II van Horne.
- 1502: Jacob III van Horne volgt zijn vader op.
- 1531: Jan van Horne volgt zijn halfbroer op.
- Drie Montmorency's volgen hun stiefvader op:
  - 1540: Filips van Montmorency
  - 1568: Floris van Montmorency
  - 1571 (bevestigd in 1575): Eleonora van Montmorency

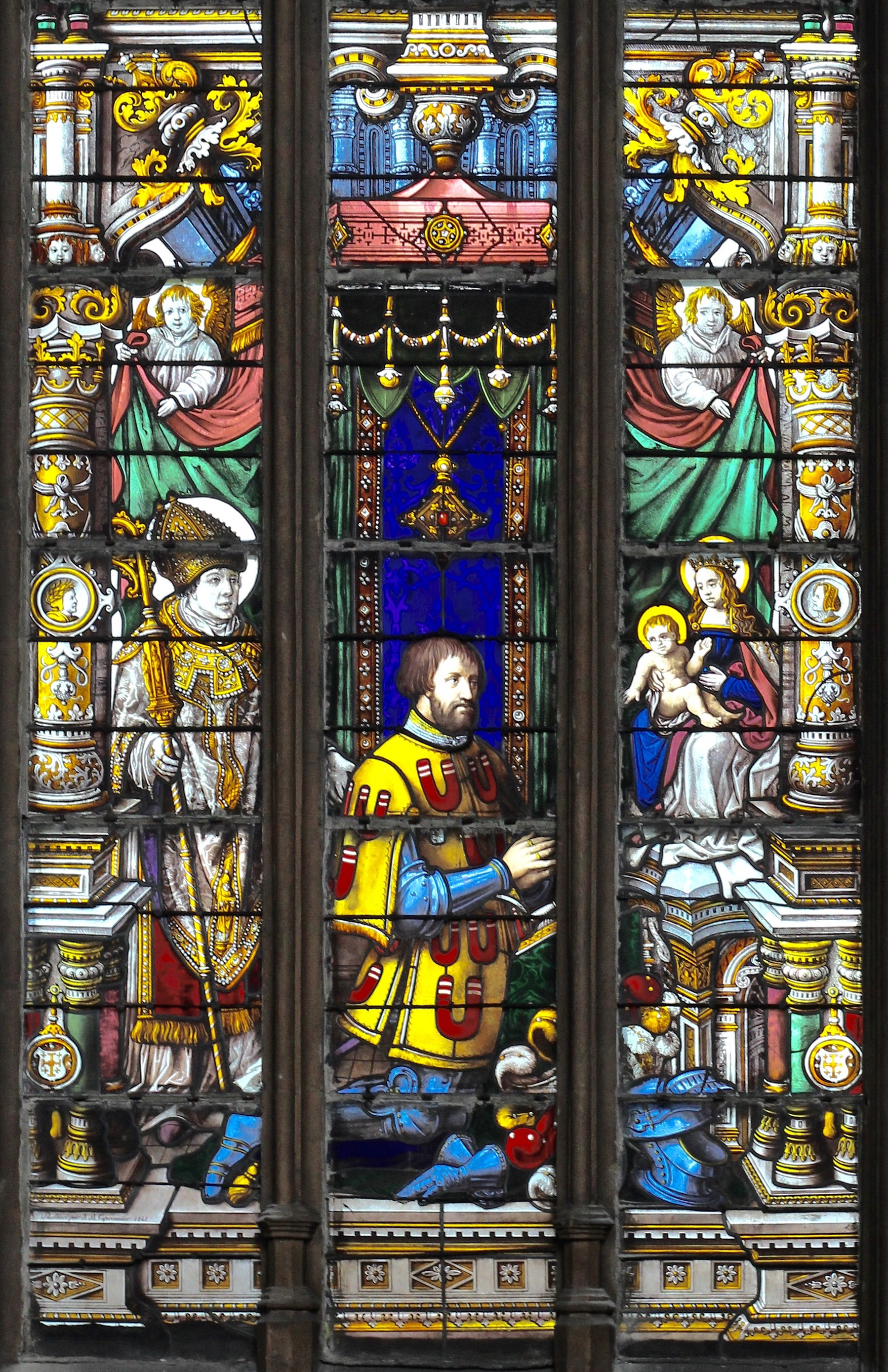
Jan van Horne op een glas in loodraam in de Sint-Jacobskerk (Luik)
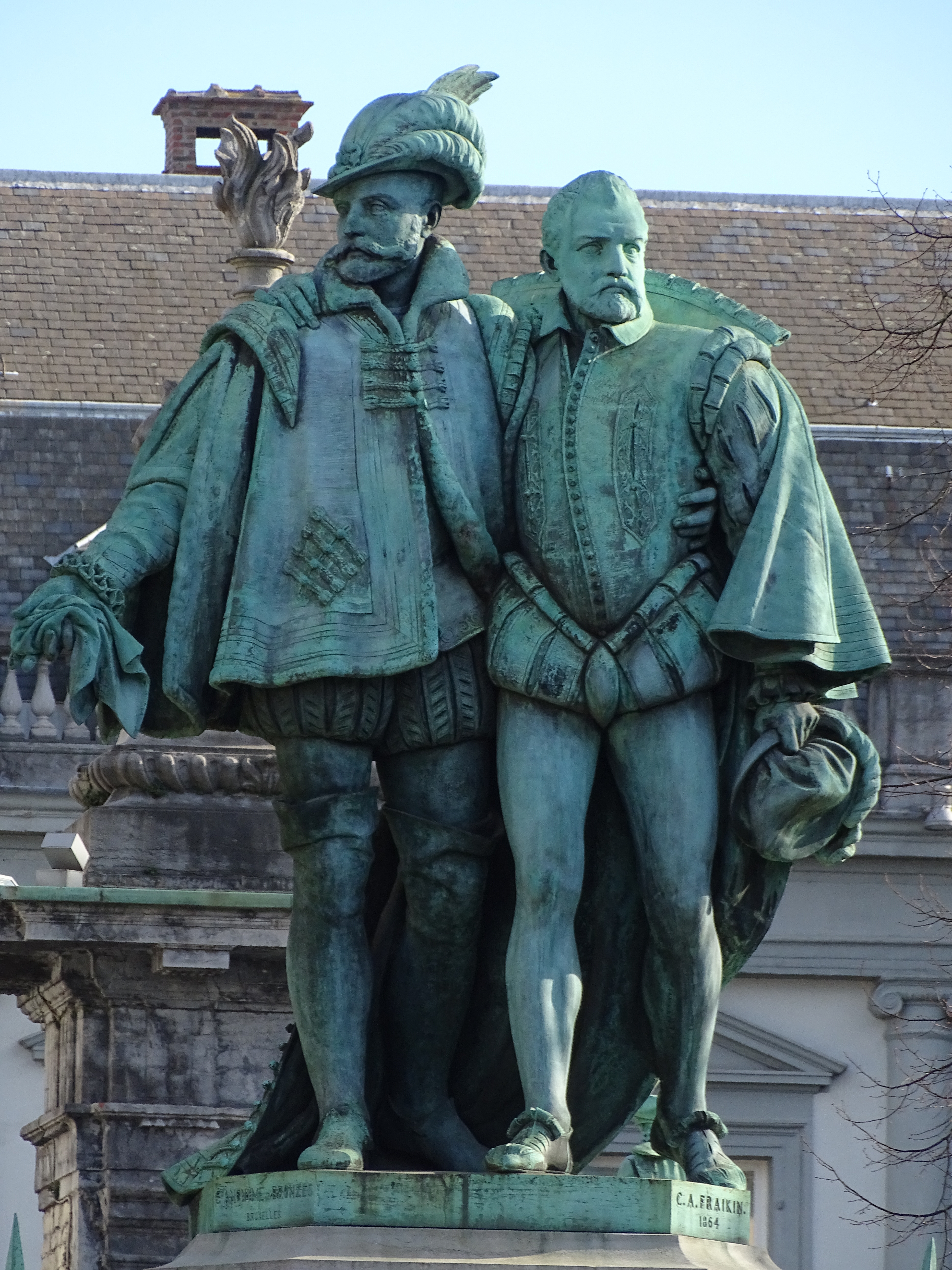
Standbeeld van de graven Egmont en Horne op de Zavel (Brussel)

## 1580–1794
- 1585: Willem van Lalaing volgt zijn moeder Eleonora op.
- 1590: Willem wordt opgevolgd door drie zonen: Antoon III van Lalaing (het Land van Hoogstraten), Godart en Arnold (beiden Bocholt).
- Godart en Arnold dragen hun gedeelde rechten over aan de zoon van Godart, Jan-Willem van Bocholtz.
- 1683: De kinderen van Jan-Willem houden een loting over wie de heerschappij moet erven. De winnaar is Joanna-Theresia-Clara, getrouwd met een de Lannoy. In 1715 laat dit echtpaar het poortgebouw van de Damburg bouwen.
- 1730: Het testament van Joanna-Theresia-Clara duidt een verwant aan, uit het geslacht Blanckaert te Guigoven. Hij is getrouwd met een Fürstenberg.
- ± 1760: Clemens-Lotharius van Fürstenberg
- 1791: Francis-Clemens van Fürstenberg
- 1794: De heerlijke titel en rechten worden afgeschaft door het Franse bewind. Het graafschap Loon gaat op in het departement Nedermaas.

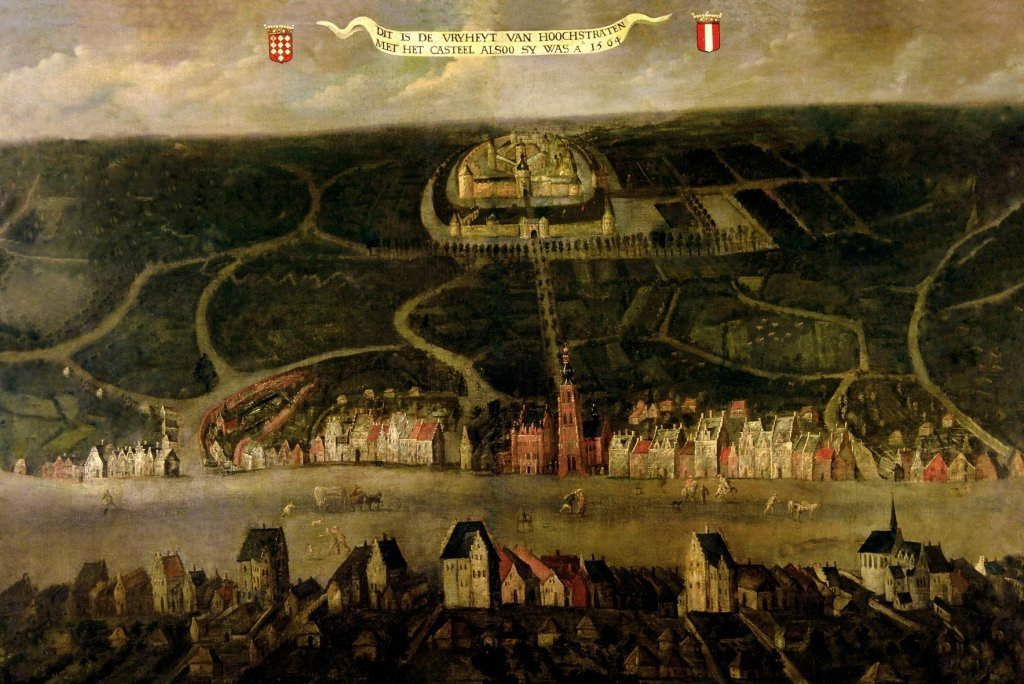
Van 1571 tot 1590 was Bocholt in een personele unie met het Land van Hoogstraten
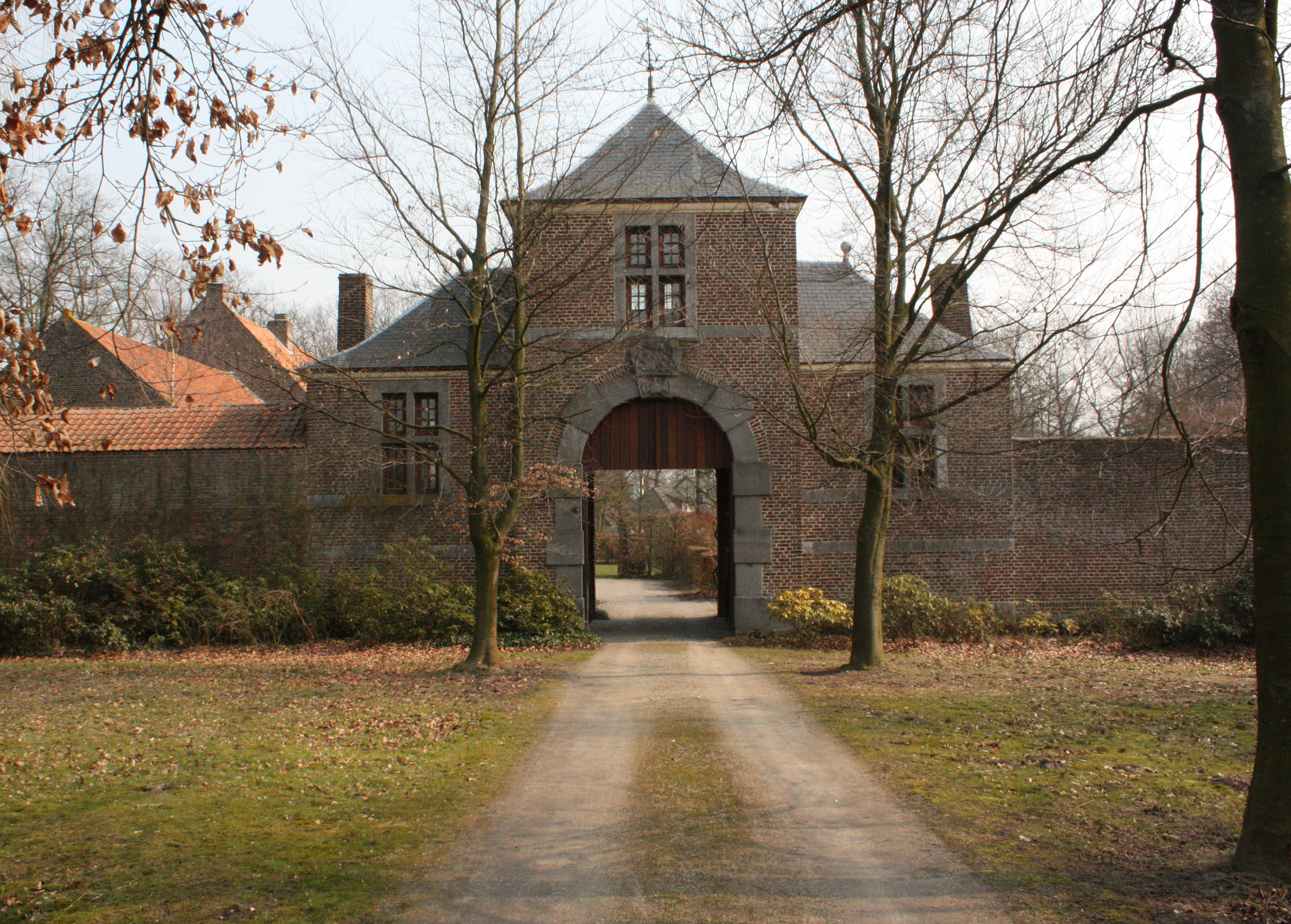
Het poortgebouw van de Damburg, uit 1715